# Aminé
Adam Aminé Daniel, meglio noto come Aminé (Portland, 18 aprile 1994), è un rapper e cantante statunitense.
È ben noto per il suo singolo di debutto Caroline, che raggiunse la posizione numero 11 nella classifica americana Billboard Hot 100.

## Biografia
Aminé nasce da genitori immigranti etiopi e eritrei a Portland (Oregon). Cresciuto con il desiderio di diventare un cestista, Aminé, fu poi respinto dalla squadra di basketball del Benson Polytechnic di primo e secondo anno. La sua carriera da rapper incominciò poi quando decise di produrre delle tracce dissing verso le scuole rivali Grant High School e Lincoln High School.
Il 17 gennaio 2014, Aminé pubblicò il suo mixtape di debutto, Odyssey to Me.
Il 4 settembre 2014, Aminé pubblicò il suo EP di debutto, En Vogue.
Il 31 agosto 2015, Aminé pubblicò il suo mixtape del secondo anno, Calling Brío.
Nell'agosto 2015, Aminé firmò il contratto discografico con Republic Records. Il 9 marzo 2016, pubblicò il suo primo singolo di debutto, "Caroline". La canzone riuscì a raggiungere la posizione numero 11 nella classifica americana Billboard Hot 100. Il 1º giugno 2016 pubblicò il videoclip per "Caroline" attraverso il suo profilo Vevo. Aminé stesso diresse il video e, a partire dal 14 febbraio 2017, raggiunse più di 100 milioni di visualizzazioni totali. Il 4 novembre 2016, Aminé pubblicò il suo secondo singolo con il nome di "Baba", che fu a seguito del suo singolo di successo "Caroline". Il 15 novembre 2016, Amine si esibì con la sua hit "Caroline" sul programma televisivo americano The Tonight Show Starring Jimmy Fallon.
Nel marzo 2017 pubblica il singolo REDMERCEDES, il cui remix vede la partecipazione di Missy Elliott e AJ Tracey.
Nel giugno 2017 annuncia il titolo e la copertina del suo primo album in studio Good for You, che viene pubblicato il 28 luglio 2017.
Il 15 agosto 2018 pubblica il suo secondo album in studio OnePointFive, prodotto dallo stesso Aminé con il suo collaboratore Pasqué.
Il 6 luglio 2020 annuncia il suo terzo album in studio chiamato "Limbo", anticipato dai singoli: Shimmy, Riri e Compensating in collaborazione con Young Thug.

## Discografia

### Album in studio
- 2017 - Good for You
- 2018 - OnePointFive
- 2020 - Limbo
- 2024 13 Months Of Sunshine

### EP
- 2014 - En Vogue EP

### Mixtape
- 2014 - Odyssey to Me
- 2015 - Calling Brío

### Singoli
- 2016 - Caroline
- 2016 - Baba
- 2017 -  REDMERCEDES
- 2017 -  Squeeze
- 2018 -  Campfire
- 2018 -  REEL IT IN
- 2019 -  Places + Faces
- 2020 -  Shimmy
- 2020 -  Riri
- 2020 -  Compensating
- 2020 -  Hello

### Video musicali
- 2016 - Caroline